# 霧島市立中福良小学校
霧島市立中福良小学校（きりしましりつ なかふくらしょうがっこう）は、鹿児島県霧島市隼人町嘉例川にある市立の小学校。特認校。

## 概要
霧島市隼人町の北西部に位置する小学校である。
平成12年度から特認通学制度を導入しており、市内の別の校区からも通学が可能である。

## 沿革
- 1890年（明治23年） - 中福良尋常小学校創設。
- 2005年（平成17年） - 国分市と姶良郡6町の新設合併に伴い、霧島市立中福良小学校と改称。